# Jamie Jones (snooker)
Jamie Jones, surnommé « The Welsh Warrior » est un joueur de snooker professionnel gallois né dans la ville de Neath au Pays de Galles le 14 février 1988.
Sa carrière professionnelle est principalement marquée par une demi-finale en tournoi classé lors de l'Open d'Australie 2015. Classé au mieux au 27e rang mondial, il compte trois titres amateurs à son palmarès et une finale perdue sur le circuit principal.

## Carrière
Il passe professionnel en 2006 et se qualifie pour son premier tournoi classé la même année à l'Open du pays de Galles mais il est éliminé pendant les phases de groupes.
En 2012, pour son premier championnat du monde, il commence par battre le champion 2005, Shaun Murphy (10-8) au premier tour. Jones bat ensuite Andrew Higginson (13-10) puis est éliminé en quarts de finale sur le score honorable de 11-13 par le futur finaliste Ali Carter. 

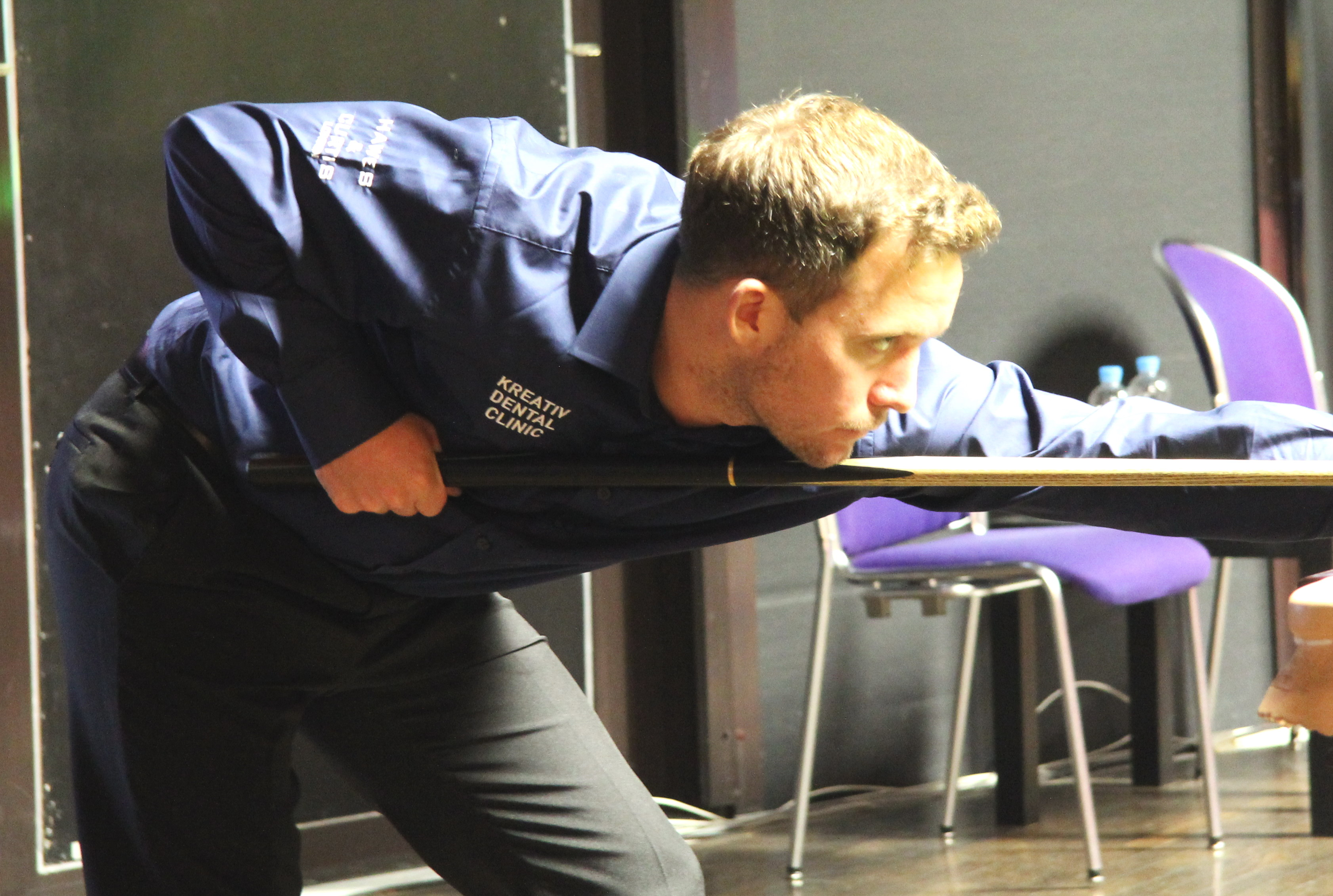
Jamie Jones en tournoi en 2015.

Au Snooker Shoot Out de 2015, Jamie se qualifie pour les demi-finales en dominant notamment Stuart Bingham, Mark Williams et Shaun Murphy, tous des membres du top 20 mondial. Jamie atteint également les demi-finales lors de l'édition 2015 de l'Open d'Australie, son meilleur tournoi en carrière, en battant le 3e joueur mondial de l'époque Mark Selby (5-1) au deuxième tour mais aussi Mark Davis et Michael White alors classés 14e et 13e mondiaux. Il est sorti par John Higgins sur le score serré de 4-6. 
Pendant la saison 2016-2017, il réalise deux très bons tournois à l'occasion du Classique Paul Hunter et du championnat du Royaume-Uni puisqu'il atteint les quarts de finale. Jones élimine notamment Ding Junhui (6-2) pendant le deuxième tournoi cité. 
La saison suivante, il se hisse jusqu'en demi-finale du Classique Paul Hunter. Il est battu par Shaun Murphy 3 à 4 alors qu'il menait 2-0 puis 3-1. En fin de saison, Jones se qualifie pour le championnat du monde. Il est opposé à Shaun Murphy au premier tour et parvient cette fois à le battre (10-8). Il s'incline ensuite contre Kyren Wilson (13-5).
En 2018, il est suspendu pour une suspicion de matchs truqués. Son retour est prévu lors de la saison 2019-2020. Il fait finalement son retour pour la saison 2020-2021, après être passé par la Q School. Pendant cette saison, il atteint la demi-finale à l'Open d'Écosse, sa troisième demi-finale d'un tournoi classé. Il y bat Kyren Wilson avant de s'incliner contre Mark Selby. À la fin de la saison, il se qualifie à nouveau au championnat du monde et élimine Stephen Maguire au premier tour. Il s'incline ensuite contre Stuart Bingham. 
En 2021-2022, il est quart de finaliste à l'Open de Gibraltar, battu contre Ricky Walden. Il réussit également à se qualifier une nouvelle fois au championnat du monde mais ne franchit pas le premier tour, chutant contre le vainqueur de la dernière édition, Mark Selby. 
La saison suivante, il améliore encore ses résultats et atteint les quarts de finale lors du Masters d'Europe et de l'Open de Grande-Bretagne. Il réussit également à se hisser en huitième de finale de l'Open d'Angleterre et de l'Open d'Écosse où il tient sa réputation de joueur accrocheur, éliminant le quadruple champion du monde John Higgins après avoir été mené 3-1 et avoir eu besoin de plusieurs snookers pour s'en sortir. Il atteint ensuite le meilleur classement de sa carrière. 

## Palmarès

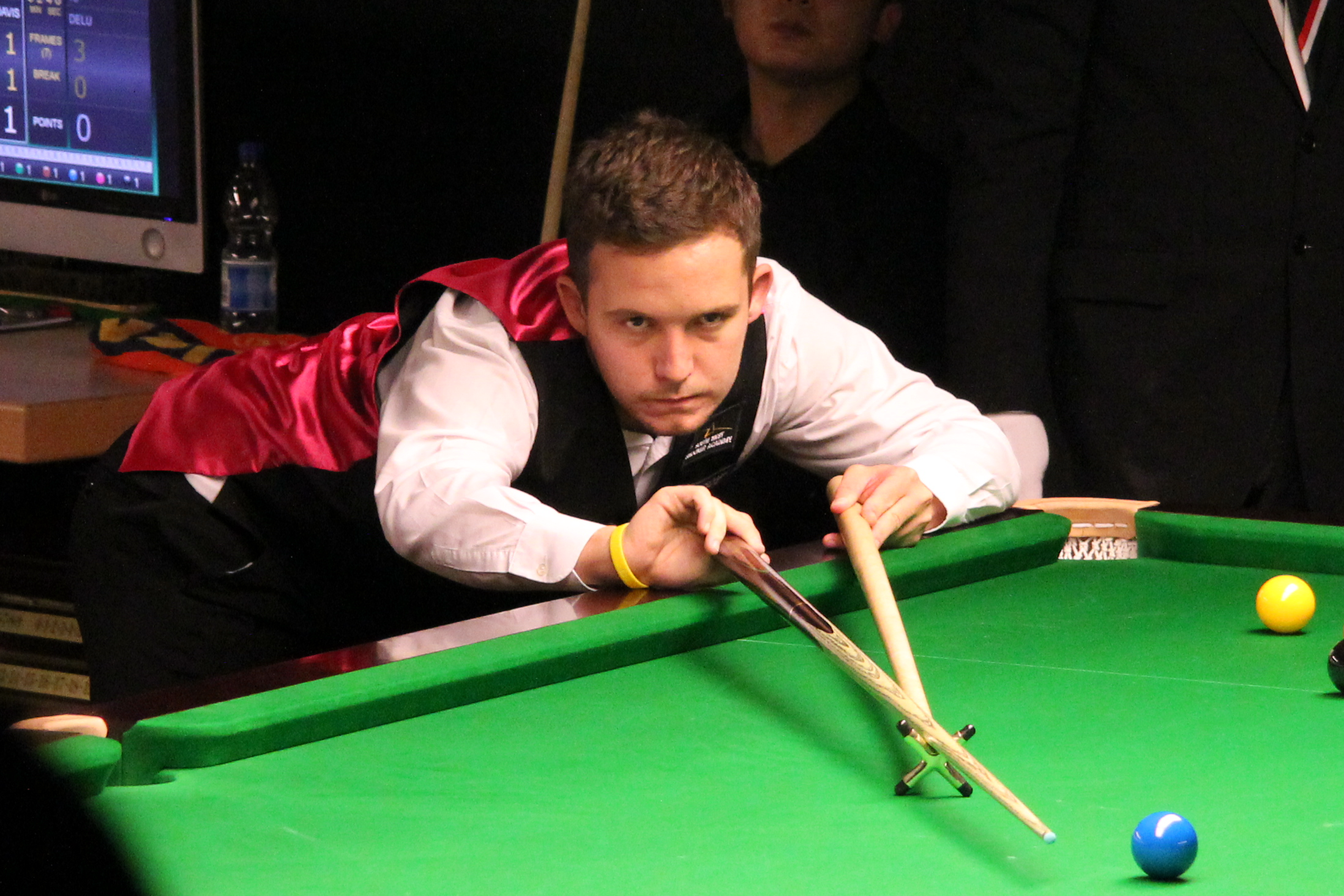
Jamie Jones, jouant un coup avec le reposoir.

| Légende | Catégorie                      | Titres                         | Finales                        |
|         | Tournois classés               | 0                              | 0                              |
|         | Tournois classés mineurs       | 0                              | 1                              |
|         | Tournois non classés           | 0                              | 0                              |
|         | Tournois pro-am                | 2                              | 1                              |
|         | Tournois amateurs              | 5                              | 0                              |
| Gras    | Tournois de la triple couronne | Tournois de la triple couronne | Tournois de la triple couronne |

### Titres

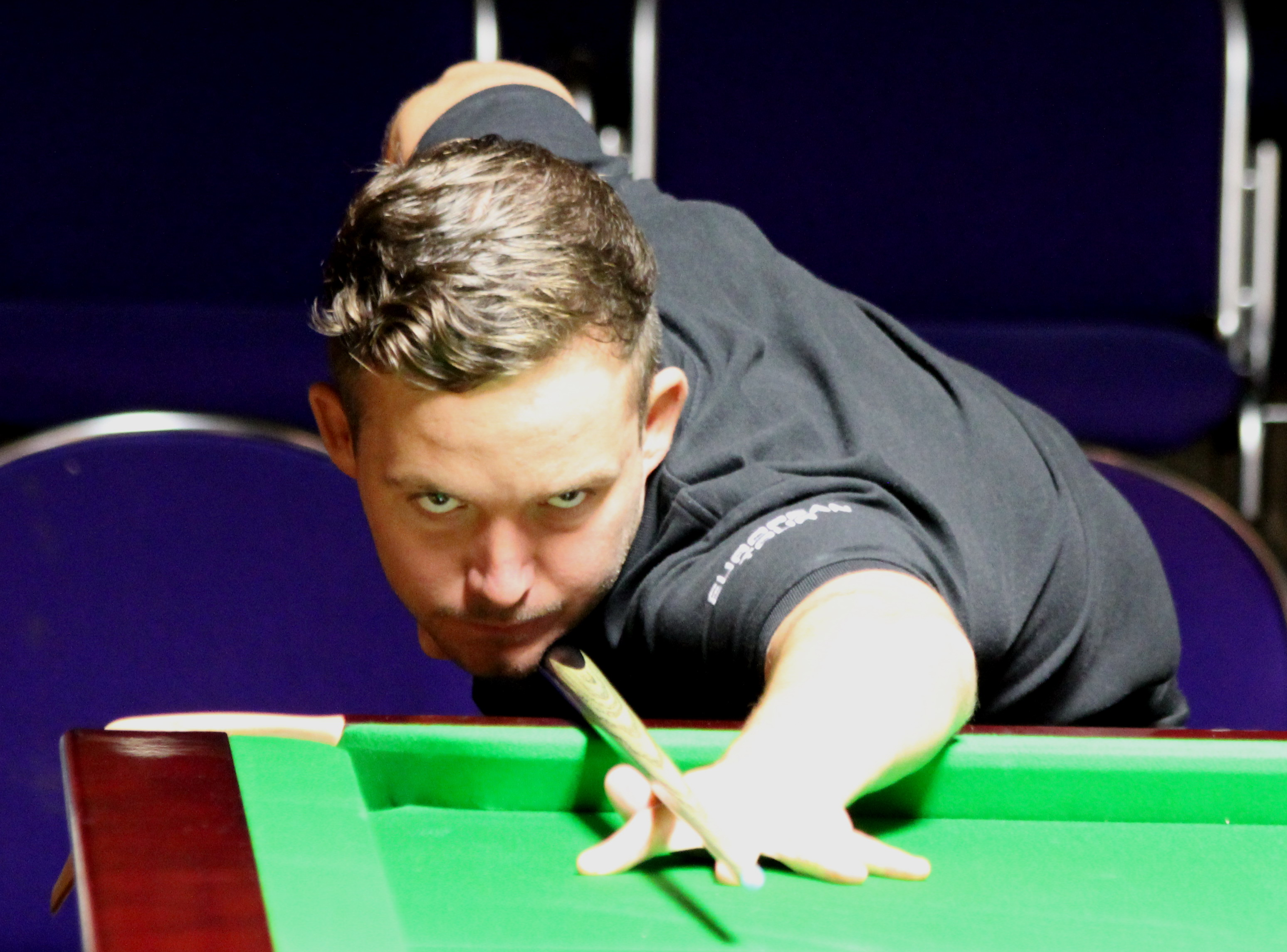
Jamie Jones en 2013.

| Saison    | Nom du tournoi                                   | Lieu           | Finaliste       | Score | Tableau |
| 2004      | Championnat d'Europe amateur des moins de 19 ans | Wellingborough | Mark Allen      | 6-3   |         |
| 2006      | Championnat du pays de Galles amateur            |                | Philip Williams | 9-8   |         |
| 2007-2008 | Séries internationales Pontins (épreuve 7)       | Prestatyn      | Peter Lines     | 6-2   |         |
| 2006      | Championnat du pays de Galles amateur (2)        |                | David Donovan   | 8-2   |         |
| 2009-2010 | Séries internationales Pontins (épreuve 4)       | Prestatyn      | Jak Jones       | 6-0   |         |
| 2010-2011 | 6e épreuve du championnat des joueurs européens  | Prague         | Tom Ford        | 3-0   |         |
| 2016-2017 | Pink Ribbon                                      | Gloucester     | David Grace     | 4-3   |         |

### Finales perdues
| Saison    | Nom du tournoi         | Lieu      | Finaliste     | Score | Tableau |
| 2010-2011 | Épreuve 5 de Sheffield | Sheffield | Ding Junhui   | 1-4   | Tableau |
| 2012-2013 | Open de Vienne         | Vienne    | Simon Bedford | 2-5   |         |